# Ingrid Noll
Pour les articles homonymes, voir Noll.
Ingrid Noll, née le 29 septembre 1935 à Shanghai, est une femme de lettres allemande, spécialisée dans le roman policier.

## Biographie
Fille d'un médecin allemand, elle grandit, entourée de trois frères et sœurs, à Shanghai, en Chine, jusqu'au retour en Allemagne de toute sa famille en 1949. Après des études supérieures en littérature allemande et en histoire de l'art à l'Université de Bonn, elle épouse le docteur Peter Gullatz en 1959, avec qui elle a trois enfants. Lorsqu'elle amorce sa carrière d'écrivain, au lieu de signer de son nom de femme mariée (Ingrid Gullatz), elle reprend son nom de jeune fille.
Son premier roman, Rien que pour moi (Der Hahn ist tot, 1991) raconte comment Rosemarie Hirte, une vieille fille dans la cinquantaine, qui s'est entichée d'un professeur, lui vient en aide pour se débarrasser, un soir, du cadavre de son épouse. Par la suite, n'osant avouer sa flamme, elle élimine froidement toutes les femmes qui s'approchent de lui. Dans La Tête de nos amants (Die Häupter meiner Lieben, 1993), une adolescente kleptomane se lie d'amitié avec une camarade de lycée aussi riche qu'exubérante. Bientôt, les deux jeunes filles commettent des vols de plus en plus audacieux et assassinent les individus qui se mettent en travers de leur chemin. C'est également une héroïne meurtrière, happée par la spirale des crimes à répétition, qui est au centre des Confessions d'une pharmacienne (Die Apothekerin, 1994).
Ingrid Noll compte parmi les romancières allemandes de littérature criminelle qui ont eu le plus de succès à l'étranger. Ses livres ont été traduits en 21 langues.

## Œuvre

### Romans
- Der Hahn ist tot (1991) Publié en français sous le titre Rien que pour moi, traduit par Jean-Luc Tiesset, Paris, Calmann-Lévy, 1996 ; réédition, Paris, LGF, Le Livre de poche no 17033, 1998  (ISBN 2-253-17033-X)
- Die Häupter meiner Lieben (1993) Publié en français sous le titre La Tête de nos amants, traduit par Jean-Luc Tiesset, Paris, Calmann-Lévy, 1997 ; réédition, Paris, LGF, Le Livre de poche no 17086, 1999  (ISBN 2-253-17086-0)
- Die Apothekerin (1994) Publié en français sous le titre Confessions d'une pharmacienne, traduit par Jean-Luc Tiesset, Paris, Calmann-Lévy, 1998 ; réédition, Paris, LGF, Le Livre de poche no 17109, 2000  (ISBN 2-253-17109-3)
- Der Schweinepascha. In 15 Bildern (1996)
- Der kleine Mord zwischendurch. 52 üble Kurzkrimis (1997)
- Kalt ist der Abendhauch (1996)
- Stich für Stich. Schlimme Geschichten (1997)
- Röslein rot (1998) Publié en français sous le titre L'Observatrice, traduit par Françoise Toraille, Paris, J.-C. Lattès, 2001  (ISBN 2-7096-2176-2)
- Die Sekretärin. Drei Rachegeschichten (2000)
- Selige Witwen (2001)
- Rabenbrüder (2003) Publié en français sous le titre Les Frères indignes, traduit par Johannes Honigmann, Paris, Jacqueline Chambon, 2006  (ISBN 2-87711-304-3)
- Falsche Zungen. Gesammelte Geschichten (2004)
- Ladylike (2006)
- Kuckuckskind (2008)
- Ehrenwort (2010)
- Über Bord (2012)
- Hab und Gier (2014)
- Der Mittagstisch (2015)
- Halali (2017)
- Goldschatz (2019)
- Die Sekretärin (2020)
- In Lieb Dein Karl (2020)
- Kein Feuer kann brennen so heiß (2022)
- Traum und Leben (2022)
- Gruß aus der Küche (2024)

## Sources
- Claude Mesplède, Dictionnaire des littératures policières, vol. 2 : J - Z, Nantes, Joseph K, coll. « Temps noir », 2007, 1086 p. (ISBN 978-2-910-68645-1, OCLC 315873361), p. 433-444.